# Ацетали

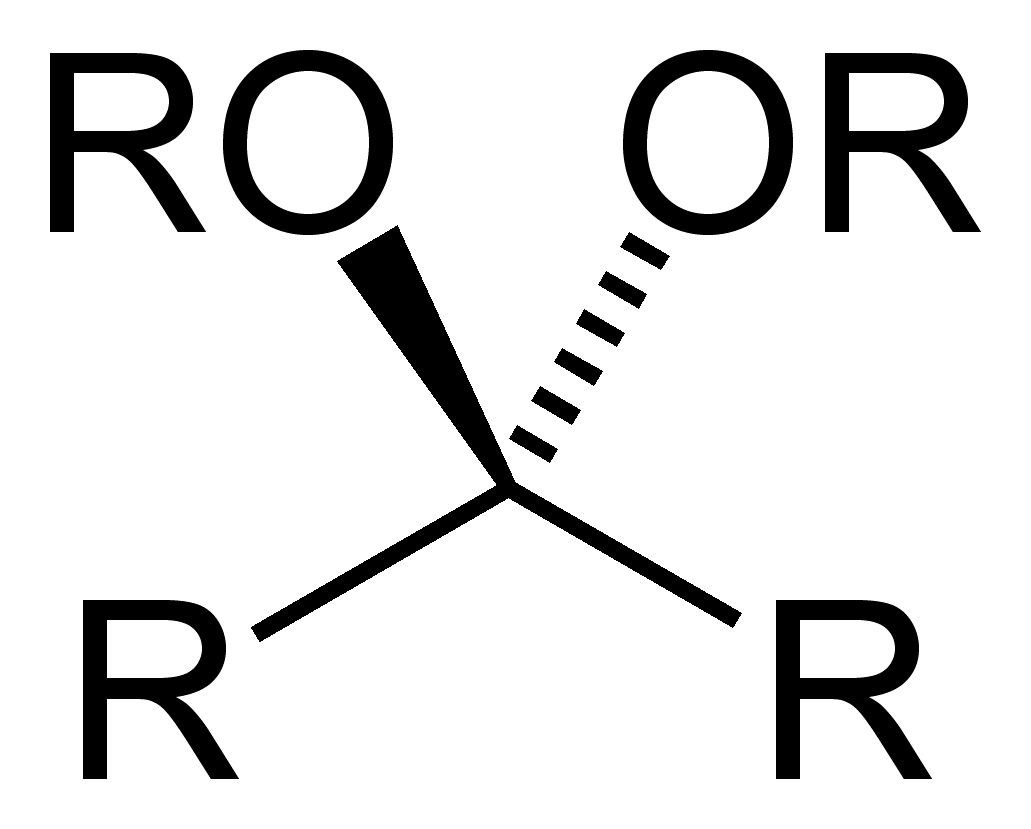
Общее строение ацеталей

Ацета́ли — простые эфиры гем-диолов общей формулы R₂C(OR¹)(OR²), где R¹ и R² — углеводородные радикалы: CH3, C2H5 и др. Первоначально к ацеталям относили производные альдегидов RCH(OR¹)(OR²), а аналогичные производные кетонов именовались кеталями R—C(R¹)(OR²)(OR³), однако в настоящее время в номенклатуре IUPAC для обоих классов соединений рекомендуется название «ацетали»..
Если один из R¹ или R² представляет собой атом водорода, то такие соединения R₂C(OH)OR′ (R′ ≠ H) называют полуацеталями.

## Свойства и реакционная способность
Низшие ацетали — бесцветные жидкости приятного фруктового запаха, растворимые в органических растворителях и нерастворимые в воде.
Ацетали устойчивы в щелочных средах, однако в присутствии кислот легко гидролизуются водой с образованием альдегидов и спиртов, производными которых они являются. Полуацетали, как правило, ещё легче подвержены гидролизу и в растворах находятся в равновесии с исходным альдегидом и спиртом.
Такое поведение ацеталей и полуацеталей — как и их образование из карбонильных соединений — обусловлено общим механизмом кислотного катализа с образованием резонансно стабилизированного α-атомом кислорода карбокатиона:
{\displaystyle {\mathsf {R{\text{-}}CHO+H^{+}\rightleftarrows R{\text{-}}CH^{+}{\text{-}}OH\rightleftarrows R{\text{-}}CH{\text{=}}O^{+}H}}}
{\displaystyle {\mathsf {R{\text{-}}CH^{+}{\text{-}}OH+R'OH\rightleftarrows R{\text{-}}CH(OR')OH+H^{+}}}}
{\displaystyle {\mathsf {R{\text{-}}CH(OR')OH+R'OH\rightarrow R{\text{-}}CH(OR')_{2}+H_{2}O}}}
Все эти реакции обратимы, и положение равновесия может быть сдвинуто удалением из реакционной смеси какого-либо компонента. Другим следствием обратимости реакций ацеталей в условиях кислотного катализа, идущих с образованием карбокатионов, являются реакции переацетализации:
{\displaystyle {\mathsf {R{\text{-}}CH(OR')_{2}+R''XS\rightarrow R{\text{-}}CH(OR_{1})OR''+H_{2}X,\ \ \ X=O,S}}}
Переацетализация происходит при взаимодействии ацеталей не только со спиртами, но и при реакции с тиолами и ведет в последнем случае к образованию дитиоацеталей R2C(SR)2.
В реакциях с азотистыми нуклеофилами ацетали выступают как функциональные аналоги исходных карбонильных соединений: так, в реакциях ацеталей с первичными аминами, гидразинами и гидроксиламином образуются имины, гидразоны и оксимы:
{\displaystyle {\mathsf {R_{2}C(OR')_{2}+R''NH_{2}\rightarrow R_{2}C{\text{=}}NR''+2R'OH}}}
R'' = Alk, Ar (имины), NR2 (гидразоны), OH (оксимы)
При взаимодействии вторичных аминов с ацеталями — функциональными аналогами енолизирующихся альдегидов и кетонов образуются енамины:
{\displaystyle {\mathsf {R'_{2}CHCR''(OR)_{2}+R'''NH\rightarrow R'_{2}C{\text{=}}CR''NR'''}}}

## Синтез
Основным препаративным методом синтеза ацеталей является взаимодействие альдегидов и кетонов со спиртами либо ортоэфирами в условиях кислотного катализа:
В качестве эквивалента диола в таком синтезе ацеталей могут выступать эпоксиды:
Ацетали также могут быть синтезированы присоединением спиртов к виниловым эфирам и их гомологам:
{\displaystyle {\mathsf {CH_{2}{\text{=}}CHOR+R'OH\rightarrow CH_{3}CH(OR)OR'}}}
Замещение галогена в алифатических гем-дагалогенидах и α-галогенэфирах алкоголятами и фенолятами также ведет к ацеталям:
{\displaystyle {\mathsf {RCH(X)Hal+RO^{-}\rightarrow RCH(OR)_{2}+X^{-},\ X=OR,Hal}}}
такой метод синтеза — взаимодействие этилидендибромида с этилатом натрия — был использован Вюрцем и Фраполли для доказательства строения диэтилацеталя уксусного альдегида, полученного в 1833 году Деберейнером при окисления этанола над платиновой чернью.

## Биологическое значение
Образование полуацеталей и ацеталей имеет чрезвычайно важное значение в химии углеводов, являющихся полигидроксиальдегидами (альдозы) и полигидроксикетонами (кетозы).
Такое сочетание гидроксильных и карбонильных функций в одной молекуле ведёт к тому, что моносахариды могут существовать и в линейной форме, и, за счёт внутримолекулярного образования полуацеталей, в циклической:

Линейная (оксо-) и циклическая полуацетальная (фуранозная) формы рибозы
В водных растворах линейные оксоформы и циклические полуацетальные формы моносахаридов, являющиеся динамическими структурными изомерами, находятся в равновесии, то есть являются таутомерами. Таутомерия этого типа получила название цикло-оксо таутомерии.
В свою очередь, циклические полуацетальные формы моносахаридов могут существовать в виде двух стереоизомерных аномерных форм, образующихся вследствие образования циклических полуацеталей при нуклеофильной атаке гидроксила с различных сторон карбонильной группы:

Пиранозидные аномеры глюкозы, различающиеся конфигурацией хирального полуацетального центра
Циклические полуацетальные формы моноз способны образовывать полные ацетали с различными соединениями: так, образование смешанных ацеталей с другими монозами ведёт к образованию сахаридов — обширного класса природных соединений, включающих как низкомолекулярные ди- и олигосахариды, так и высокомолекулярные полисахариды (целлюлоза, хитин и др.):
| Пиранозная форма глюкозы | +        | →        | + H2O |
| Глюкоза                  | Фруктоза | Сахароза |       |

## Применение

Поливинилбутираль — ацеталь поливинилового спирта и масляного альдегида

Ацетали широко используются в различных областях, включая фармацевтику, косметику, пищевую промышленность и производство пластиков. Они служат важными реагентами в органическом синтезе, используются в производстве парфюмерии и ароматизаторов, а также в качестве растворителей. С начала 21 века началось активное использование полимеров на основе ацеталей таких как полиоксиметилен (ПОМ).

## См.также
- 2-Азидо-1,1-диметоксиэтан
- (3-Бромпропил)этилацеталь ацетальдегида